# Chủ nghĩa quốc tế

Cờ Liên Hợp Quốc

Chủ nghĩa quốc tế hay quốc tế chủ nghĩa, chủ nghĩa quốc liên, quốc liên chủ nghĩa (Tiếng Anh: internationalism), là ý thức hệ chính trị dựa trên chủ trương tăng cường hợp tác chính trị và kinh tế giữa các quốc gia và nhân dân các nước.
Chủ nghĩa quốc tế nói chung đối lập với chủ nghĩa quốc gia, chủ nghĩa Sô vanh hiếu chiến hoặc chủ nghĩa Sô vanh, và chiến tranh. Người theo hoặc ủng hộ chủ nghĩa quốc tế được gọi là người quốc tế chủ nghĩa.

## Nguồn gốc

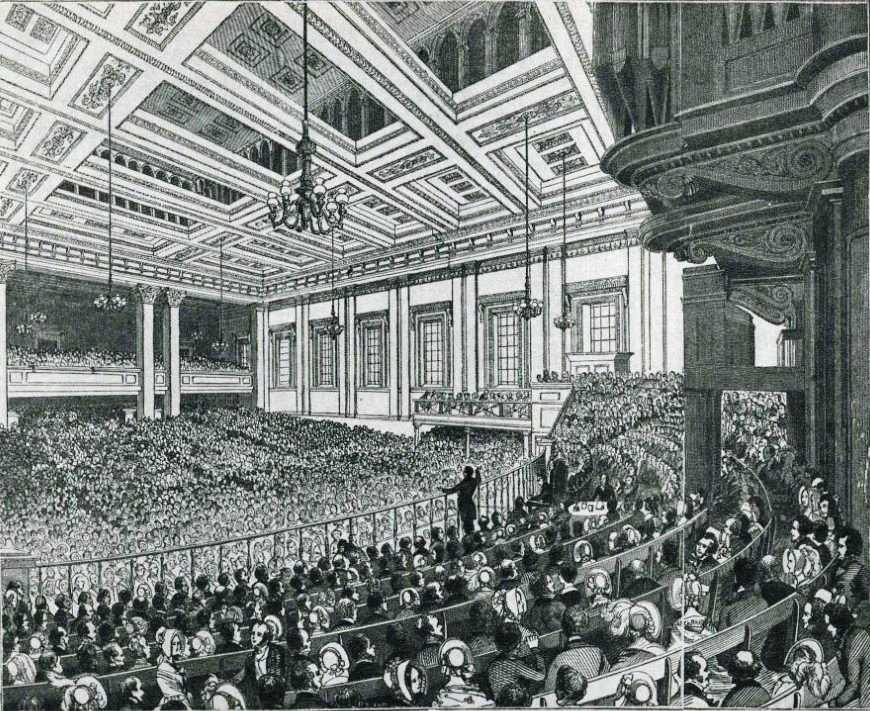
Phiên họp của Anti-Corn Law League năm 1846.